# Humedal de Córdoba
El humedal Córdoba y Niza es uno de los diecisiete (17) humedales de la ciudad de Bogotá reconocidos como Reserva Distrital de Humedal (RDH) antes la figura legal era Parque Ecológico Distrital de Humedal (PEDH).  Paso de tener un área de 40,51 hectáreas (Decreto 190 de 2004) a  44 ha. Es uno de los cuatro humedales reconocidos como RDH que se encuentran en la subcuenca del Río Salitre.
Se encuentra ubicado en el noroccidente de la ciudad en la localidad de Suba , entre las calles 116 y 128 y las avenidas Córdoba, Suba y Boyacá, en la actualidad se encuentra fragmentado en 3 partes y está conectado con el "Parque Urbano Canal Córdoba" y "Parque Metropolitano Canal de los Molinos". Se continúa al occidente con el lago del Club Choquenzá, Los Lagartos y el Humedal Tibabuyes, formando el sistema Córdoba – Juan Amarillo. Hay una estación de TransMilenio en la Avenida Suba que tomó el mismo nombre del Humedal. Sus principales afluentes son las aguas que provienen de los cerros Orientales de la ciudad.

#### Falso histórico
El nombre original del humedal otorgado por los muiscas es Une o Unemé, lo anterior se puede encontrar en manuscritos y cartografías del siglo XVII que reposan en el Archivo General de la Nación (Colombia), erróneamente es llamado como humedal Izatá, pero no hay una evidencia documental histórica que lo demuestre.

## Características
El humedal Córdoba tiene una temperatura media de 12,6 °C, la velocidad del viento es de 1,8 metros por segundo, la precipitación es de 1000 mm al año y la humedad relativa es del 64,3 por ciento.
Cuando el río  Córdoba pasa cerca a la calle 137, se encuentra un pequeño puente  peatonal amarillo, conocido por lugareños, como "la tumba", en el barrio San José del Prado, sector Spring. Unas cuadras más adelante comienza el área protegida.

### Sectores
Está dividido por la Avenida Suba y la calle 127. La sección entre la Avenida Suba y la calle 127 (16,2 hectáreas) recibe el afluente del canal Los Molinos y se caracteriza por tener una alta carga orgánica. 
La sección entre la Avenida Boyacá y Avenida Suba (21,4 hectáreas), es la sección más grande con el 53% de la extensión total del humedal y la zona mejor conservada en calidad ambiental. 
La sección norte (2,8 hectáreas) de la calle 127 se alimenta actualmente por las aguas de lluvia de la Avenida Córdoba y se considera la sección más descuidada y contaminada del humedal. En conjunto estos terrenos forman parte del corredor ambiental del Sistema Córdoba, Juan Amarillo y Jaboque.
Aunque a los costados de los ríos hay una barrera natural para evitar la mezcla de estas aguas con las del humedal, en épocas de altas precipitaciones colapsan y el agua de los ríos entra al lago.
El cambio en el uso del suelo en el humedal Córdoba ha promovido la sustitución de vegetación local por vegetación exótica, sin embargo esta vegetación sustituta ha generado una gran cobertura vegetal tanto arbórea como arbustiva y macrófitas.

### Norma
El Plan de Manejo Ambiental (PMA) fue adoptado por la Resolución N.º 1504 de 2008 de la Secretaría Distrital de Ambiente (SDA). En el 2018 se convierte en un Sitio Ramsar.
Por medio del Decreto 555 de 2021 (Plan de Ordenamiento Territorial) en su artículo 55, el humedal fue declarado como Reserva Distrital de Humedal (RDH), anteriormente la figura legal era Parque Distrital de Humedal (PEDH)

### Flora

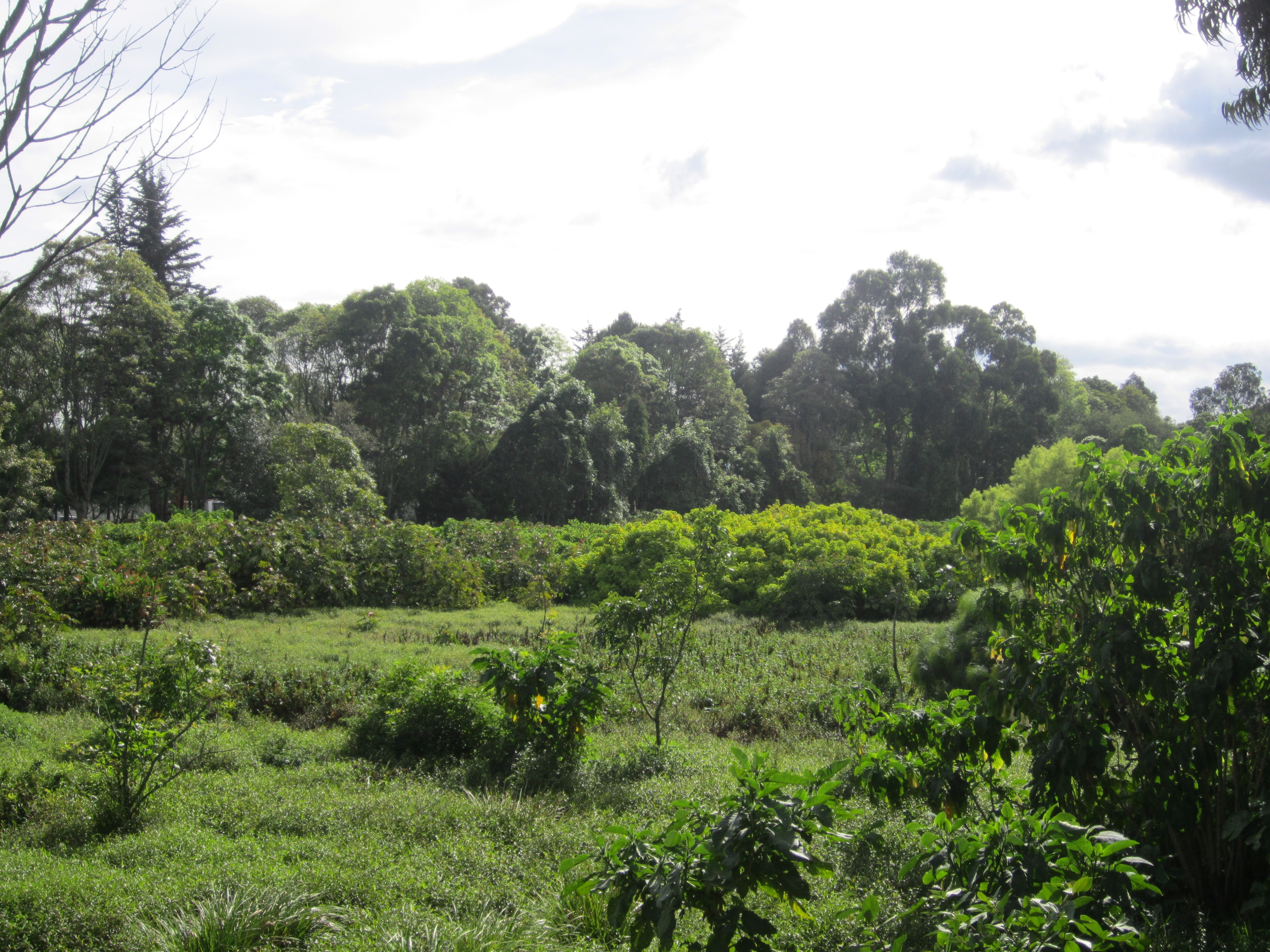
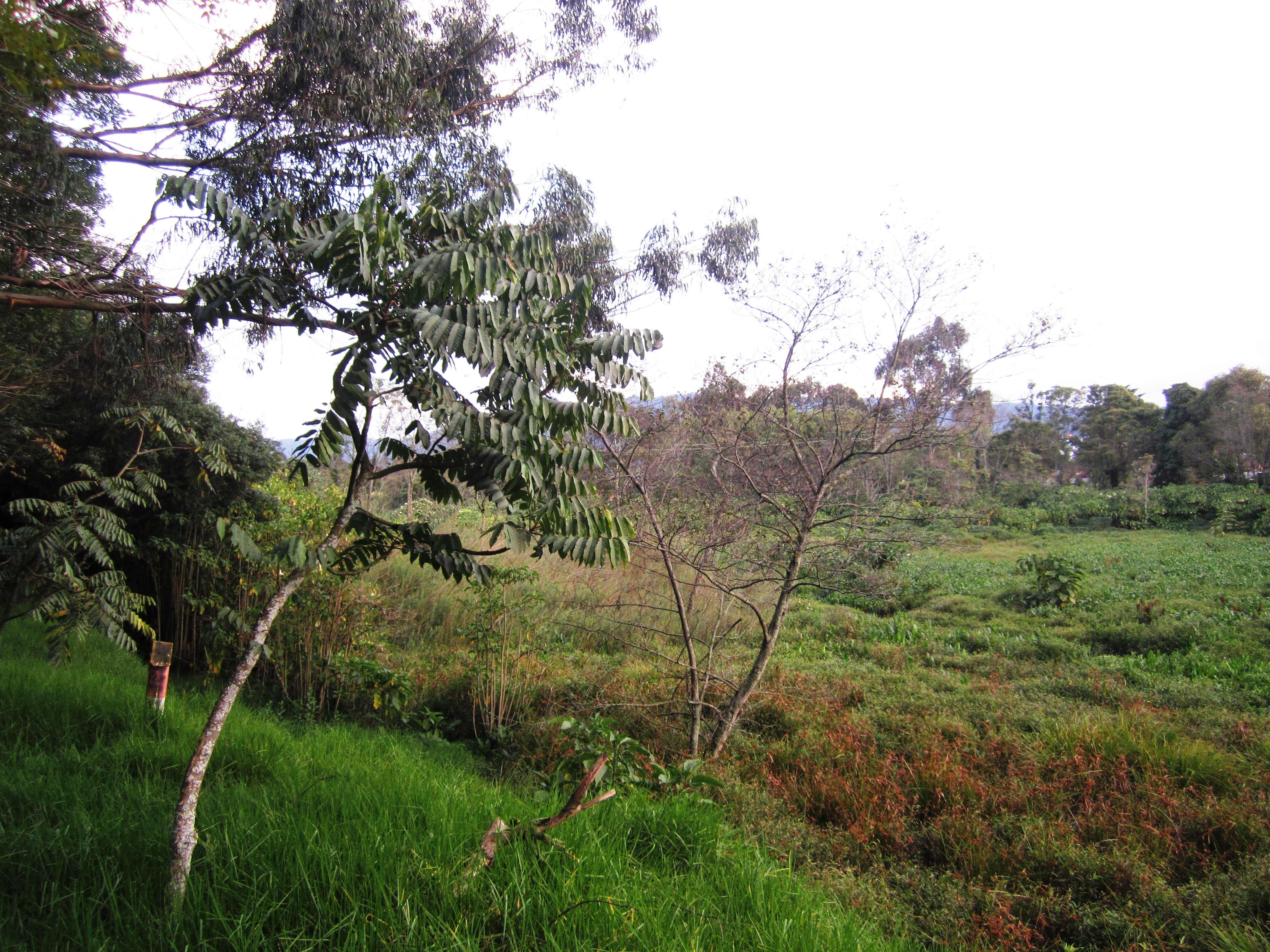
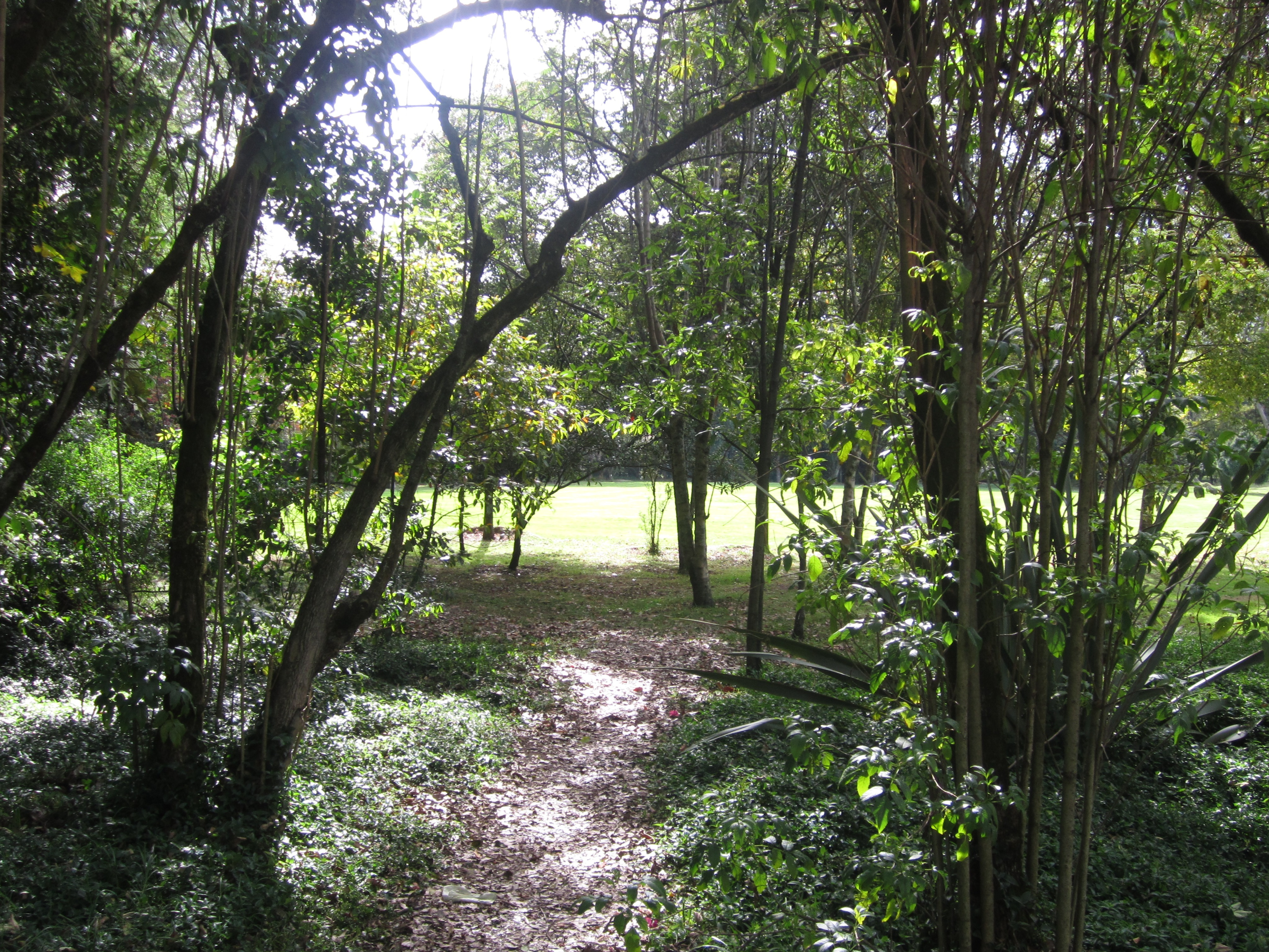
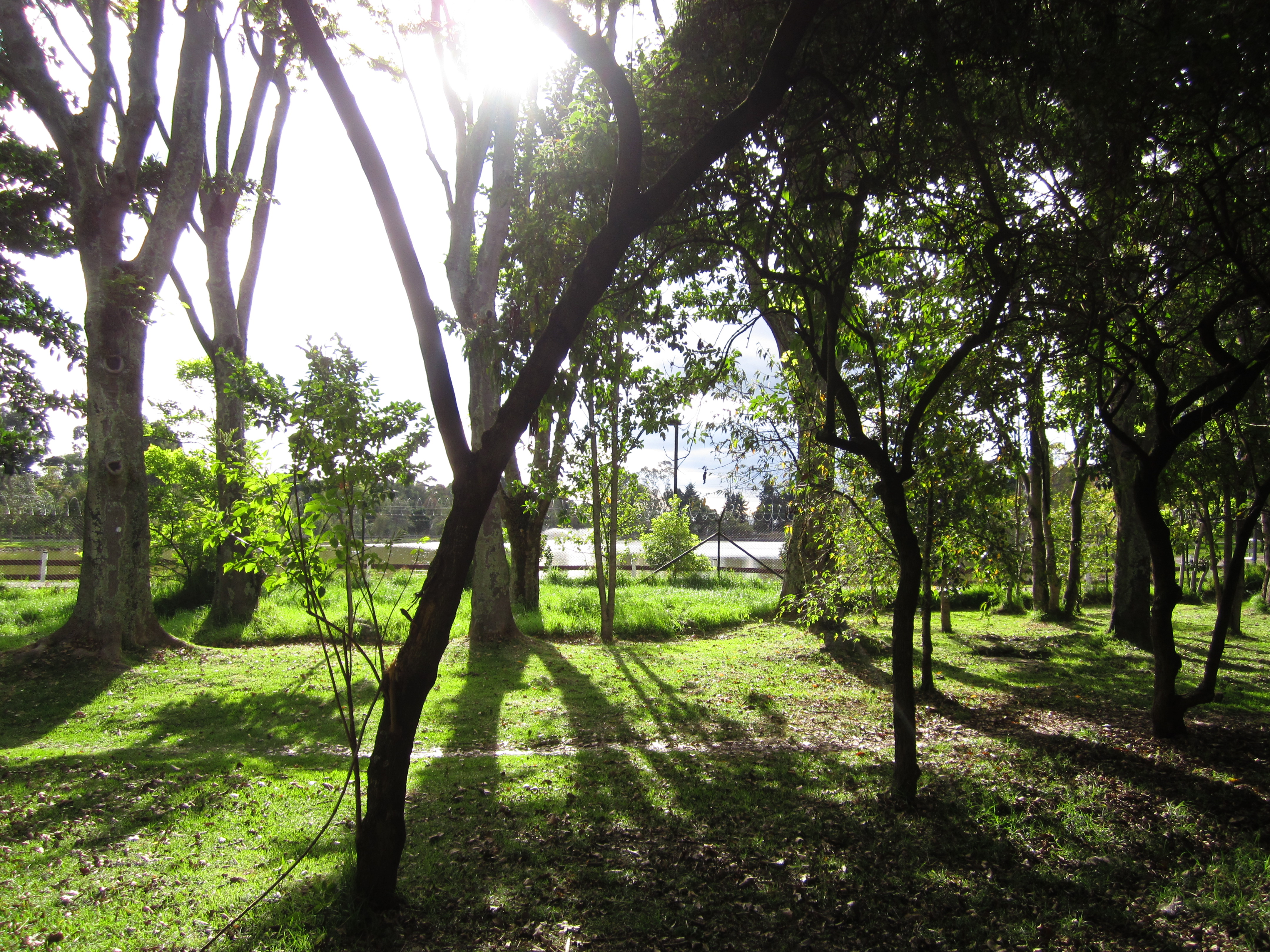
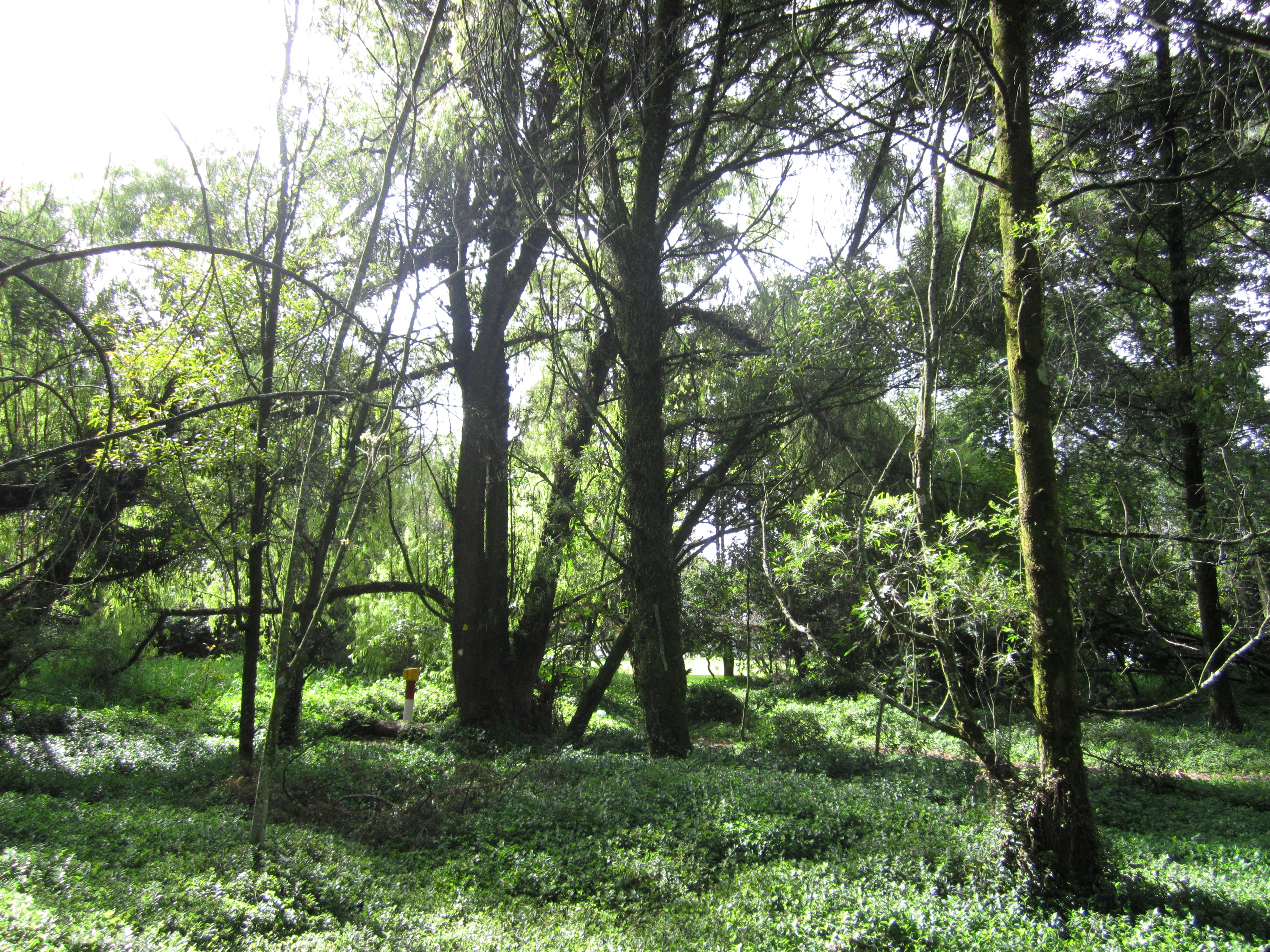
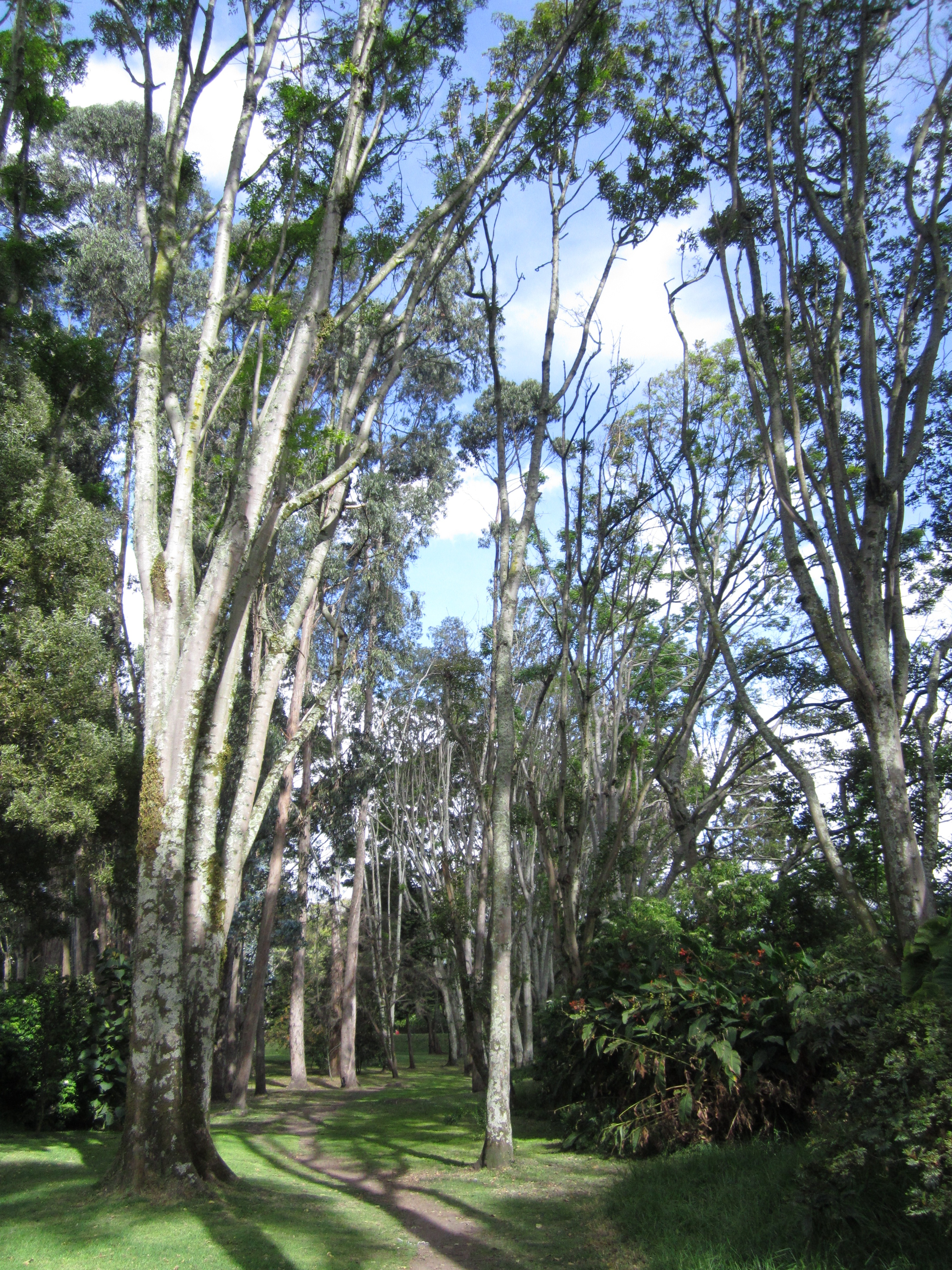
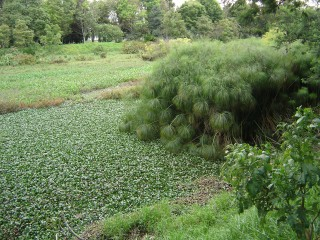

Entre las especies nativas se encuentran  Alnus acuminata, Ficus soatensis, Senna multiglandulosa, Spirodela intermedia, Bidens laevis, Eichornia crassipes, Abatia parviflora, Abutilon insigne, Bocconia frutescens, Clusia multiflora, Dodonaea viscosa, Oreopanax floribundum y Polymnia pyramidalis.
El humedal Córdoba presenta un gran número de especies invasoras de plantas, por lo general árboles, sin embargo también posee bastantes plantas nativas. Existen programas constantes de conservación que consisten en extraer el buchón cucharita (Limnobium laevigatum), una maleza acuática que deteriora el humedal pues se propaga demasiado y afecta el equilibrio del ecosistema.

### Fauna
Este humedal alberga animales de gran belleza natural como aves, insectos, reptiles, anfibios y mamíferos. Hay tres especies de lagartijas, ranas sabaneras Dendropsophus labialis, ranas arlequines Atelopus subornatus y curíes Cavia aperea.
Registra 97 especies de aves, 17 de las cuales pueden destacarse por no haberse encontrado en otros humedales de la Sabana de Bogotá:
| Nombre                  | Especie                     | Imagen |
| ----------------------- | --------------------------- | ------ |
| Cotinga crestirroja     | Ampelion rubrocristatus     |        |
| Tángara ventriescarlata | Anisognathus igniventris    |        |
| Lechuzón negruzco       | Asio stygius                |        |
| Reinita crestinegra     | Basileuterus nigrocristatus |        |
| Cacique lomiamarillo    | Cacicus cela                |        |
| Pibí colicorto          | Contopus cooperi            |        |
| Azulejo cerúleo         | Setophaga cerulea           |        |
| Reinita estriada        | Setophaga striata           |        |
| Picaflor enmascarado    | Diglossa cyanea             |        |
| Cachaquito montañero    | Dubusia taeniata            |        |
| Garcita blanca          | Egretta thula               |        |
| Bienteveo rayado        | Myiodynastes maculatus      |        |
| Currucutú               | Megascops choliba           |        |
| Rey del bosque          | Pheucticus aureoventris     |        |
| Canario coliblanco      | Sicalis citrina             |        |
| Tángara de las palmeras | Thraupis palmarum           |        |
| Canario coliblanco      | Turdus ignobilis            |        |

También se encuentran , entre otras especies de aves:
| Nombre                  | Especie               | Imagen |
| ----------------------- | --------------------- | ------ |
| Tingua azul             | Porphyrio martinicus  |        |
| Gallineta de agua       | Gallinula chloropus   |        |
| Caica                   | Gallinago nobilis     |        |
| Ibis coquito            | Phimosus infuscatus   |        |
| Garza azul              | Egretta caerulea      |        |
| Garza blanca            | Ardea alba            |        |
| Azucarero canela        | Conirostrum rufum     |        |
| Tángara roja migratoria | Piranga rubra         |        |
| Toche                   | Icterus chrysater     |        |
| Chau chau               | Cyanocorax affinis]   |        |
| Copetón                 | Zonotrichia capensis  |        |
| Periquito               | Forpus conspicillatus |        |

## Potencialidades

### Caudal ecológico
Recibe aguas en buen estado de la quebrada Santa Barbará

### Comunidad organizada
En años recientes años, las organizaciones cívicas de la zona interpusieron una acción legal contra el proyecto de intervención de los terrenos con el objetivo que se reformulara con claros criterios la preservación de la biodiversidad del humedal de Córdoba.

### Biodiversidad
El Instituto Alexander Von Humbodlt de Colombia y BirdLife International declararon en el 2003 los humedales de la sabana de Bogotá como áreas importantes para la conservación de las aves de Colombia y el mundo (AICAs o IBA) bajo los criterios A1 y A4i, al poseer varias especies bajo las categorías EN, CR, VU, NT y DD según la IUCN.

### Área protegida
El Decreto 190 de 2004 del Plan de Ordenamiento Territorial de la ciudad incorporó formalmente estos terrenos al sistema de áreas protegidas de la ciudad. En él se detalla que el uso principal de la zona es para arborización y conservación de la naturaleza.

## Problemática

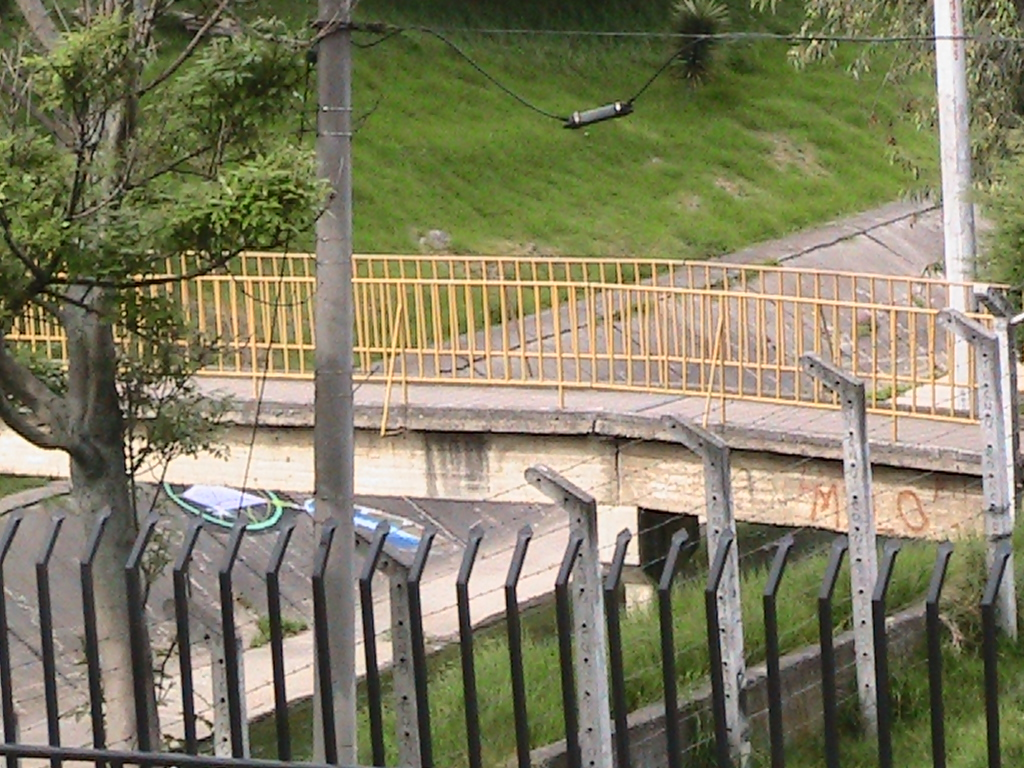
Puente peatonal conocido como "la tumba", sobre el canal de aguas negras.

### Expansión urbana
La expansión urbana sin ninguna planeación ha desarrollado conflictos en la conservación de áreas para la flora y fauna nativa lo que induce un desequilibrio y pérdida de ecosistemas.
El humedal Córdoba ha sufrido gran deterioro a causa del rápido cambio en el uso del suelo disminuyendo el área total, la fragmentación de hábitat de flora y fauna causado por el paso de las avenidas cercanas, el alto grado de contaminación de sus afluentes lo cual es evidente por el exceso de basura del Canal Molinos, Río Callejas y Río Córdoba, su exceso de turistas que promueve la degradación parcial y arrojo de basuras, la gran abundancia de plantas exóticas y el nivel de eutroficación.
El rápido cambio en el uso del suelo ha promovido que el área cubierta por humedales que comprendía aproximadamente 50.000 hectáreas, actualmente sea de 2.500 hectáreas aproximadamente, generando una necesidad de promover planes para la restauración ecológica de estos humedales. 